# Pseudomys oralis
Espèce
Statut de conservation UICN

 VU C2a(i) : Vulnérable
La souris de la rivière Hastings (Pseudomys oralis) est une espèce de rongeur de la famille des Muridés originaire d'Australie. C'est l'un des rares mammifères placentaires qui n'ait pas été introduit par l'homme en Australie.
Elle mesure 14 cm de long (sans la queue qui est aussi longue) pour un poids de 100 g. Son pelage est gris. Elle a de grands yeux noirs cerclés de noir et une tête assez ronde
Elle habite les bois entre 400 et 1100 mètres d'altitude du nord de la Nouvelle-Galles du Sud au sud du Queensland.
Elle est en voie de disparition sans que l'on en connaisse la raison avec précision.